# Драгомир Јаковљевић
Драгомир Јаковљевић (1887-1961) мање је познат драгачевски каменорезац из Гуче. Активан у првој половини 20. века.

## Дело
У споменике од пешчара занатски прецизно урезивао је крстове и различите хришћанске симболе; флоралне фризове и орнаменте; представе голубова који зобљу грожђе и свакодневне предмете који ближе описују личност и друштвени положај покојника.

## Епитафи
Епитафи садрже само основне податке о покојницима, без типичних песничких украса:
Споменик Божидару Марићу (†1923) (Турица – Достанића гробље)
БОЖИДАР МАРИЋ
Поживи 54 год.
Као кмет 1913.
обишао војнике
на обали Јадранског мора.
Умре 1923. г.
Ради Д. Јаковљевић